# Еммануель Фінкель
Еммануель Фінкель (фр. Emmanuel Finkiel; нар. 30 жовтня 1961, Булонь-Біянкур, Франція) — французький кінорежисер, сценарист та актор.

## Біографія
Еммануель Фінкель народився 30 жовтня 1961 в Булонь-Біянкурі, що в департаменті О-де-Сен у Франції. Почав свою кінематографічну кар'єру в 1979 році як помічник режисера. Працював з такими видатними режисерами, як Жан-Люк Годар, Кшиштоф Кесльовський та Бертран Таверньє.
У 1997 році Фінкель дебютував як режисер короткометражкою «Мадам Жак на набережній Круазет», отримавши за неї французьку національну кінопремію «Сезар» за найкращий короткометражний фільм. Два роки потому він зрежисував свій перший повнометражний фільм «Подорожі», який був відзначений низкою нагород на міжнародних кінофестивалях, та за який Фінкель отримав Приз Луї Деллюка та «Сезара» за найкращий дебютний фільм.
У 2017 році Еммануель Фінкель адаптував для кіно автобіографічний роман Маргеріт Дюрас, поставивши за власним сценарієм драму «Біль» з Мелані Тьєррі в ролі самої письменниці. Фільм був представлений в конкурсних програмах низки національних та міжнародних кінофестивалів та наприкінці 2018 року висувався від Франції претендентом на 91-шу премію «Оскар» Американської кіноакадемії в номінації за найкращий фільм іноземною мовою. У 2019 році стрічку було номіновано у 8-ми категоріях на здобуття французької національної кінопремії «Сезар», у тому числі за найкращий фільм та найкращу режисерська робота

## Фільмографія
Режисер та сценарист
| Рік  |      | Назва українською               | Оригінальна назва               | Режисер | Сценарист |
| ---- | ---- | ------------------------------- | ------------------------------- | ------- | --------- |
| 1997 | т/ф  | Мелані                          | Mélanie                         | Так     |           |
| 1997 | к/м  | Мадам Жак на набережній Круазет | Madame Jacques sur la Croisette | Так     | Так       |
| 1999 |      | Подорожі                        | Voyages                         | Так     | Так       |
| 2000 | к/м  | Неділя                          | Dimanche                        | Так     | Так       |
| 2000 |      | З понеділка до п'ятниці         | Du lundi au vendredi            | Так     | Так       |
| 2002 | док. | Кастинг                         | Casting                         | Так     |           |
| 2006 |      | Європейці                       | Les Européens                   | Так     | Так       |
| 2007 | т/ф  | За гранню днів                  | En marge des jours              | Так     | Так       |
| 2008 |      |                                 | Nulle part terre promise        | Так     | Так       |
| 2008 |      | 57000 км між нами               | 57000 km entre nous             |         | Так       |
| 2015 |      | Я не мерзотник                  | Je ne suis pas un salaud        | Так     | Так       |
| 2017 |      | Біль                            | La douleur                      | Так     | Так       |

Актор
| Рік  |    | Українська назва           | Оригінальна назва                | Роль                                    |
| ---- | -- | -------------------------- | -------------------------------- | --------------------------------------- |
| 2004 | ф  | Міст мистецтв              | Le pont des Arts                 | фр. Un spectateur du Nô                 |
| 2005 | ф  | Моє серце битися перестало | De battre mon coeur s'est arrêté | професор консерваторії                  |
| 2006 | ф  | Париже, я люблю тебе       | Paris, je t'aime                 | Voix-off (епізод «Бастилія»), озвучення |
| 2007 | тф | За гранню днів             | En marge des jours               | П'єр                                    |
| 2007 | кф | Я коханець                 | Je suis une amoureuse            |                                         |
| 2008 | ф  | 57000 км між нами          | 57000 km entre nous              | Тома                                    |
| 2013 | ф  | Дюна                       | La dune                          | ветеринар                               |

## Визнання
| Рік                                            | Категорія                                                     | Фільм                           | Результат |
| ---------------------------------------------- | ------------------------------------------------------------- | ------------------------------- | --------- |
| Премія «Сезар»                                 |                                                               |                                 |           |
| 1997                                           | Найкращий короткометражний фільм                              | Мадам Жак на набережній Круазет | Перемога  |
| 2000                                           | Найкращий дебютний фільм                                      | Подорожі                        | Перемога  |
| 2019                                           | Найкращий фільм                                               | Біль                            | Номінація |
| 2019                                           | Найкраща режисерська робота                                   | Біль                            | Номінація |
| Міжнародний кінофестиваль у Сан-Франциско      |                                                               |                                 |           |
| 1997                                           | Золотий шпиль за найкращий короткометражний фільм             | Мадам Жак на набережній Круазет | Номінація |
| Венеційський міжнародний кінофестиваль         |                                                               |                                 |           |
| 1999                                           | Приз ФІПРЕССІ                                                 | Біль                            | Перемога  |
| Каннський міжнародний кінофестиваль            |                                                               |                                 |           |
| 1999                                           | Нагорода молодих за найкращий французький фільм               | Подорожі                        | Перемога  |
| Єрусалимський міжнародний кінофестиваль        |                                                               |                                 |           |
| 1999                                           | Приз за найкращий ігровий фільм                               | Подорожі                        | Перемога  |
| Кінофестиваль документального кіно DOK Leipzig |                                                               |                                 |           |
| 2001                                           | Почесна згадка                                                | Кастинг                         | Перемога  |
| 2001                                           | Приз ФІПРЕССІ — Почесна згадка                                | Кастинг                         | Перемога  |
| 2001                                           | Приз профспілок «ver.di»                                      | Кастинг                         | Перемога  |
| Уругвайський міжнародний кінофестиваль         |                                                               |                                 |           |
| 2001                                           | Найкращий перший фільм                                        | Подорожі                        | Перемога  |
| 2001                                           | Приз Міжнародної Католицької організації в царині кіно (OCIC) | Подорожі                        | Перемога  |
| Премія Європейської кіноакадемії               |                                                               |                                 |           |
| 2001                                           | Найкращий європейський документальний фільм                   | Кастинг                         | Номінація |
| Міжнародний кінофестиваль у Локарно            |                                                               |                                 |           |
| 2008                                           | Золотий леопард за найкращий фільм                            | Nulle part terre promise        | Номінація |
| Міжнародний кінофестиваль у Хайфі              |                                                               |                                 |           |
| 2017                                           | Золотий якір за найкращий фільм                               | Біль                            | Номінація |
| Міжнародний кінофестиваль у Сан-Себастьяні     |                                                               |                                 |           |
| 2017                                           | Золота мушля за найкращий фільм                               | Біль                            | Номінація |
| Приз Луї Деллюка                               |                                                               |                                 |           |
| 2018                                           | Найкращий фільм                                               | Біль                            | Номінація |
| Премія «Кришталевий глобус»                    |                                                               |                                 |           |
| 2019                                           | Найкращий фільм                                               | Біль                            | Номінація |